# Физикогеографски области
Физикогеографски области (ФГО) са едни от таксономичните единици на физикогеографското райониране. Те обединяват ландшафти, сходни по възраст, повърхностни наслаги, релеф, особености на хидроложката мрежа, климат, история на геоложко развитие и видов състав на биоценозите. Обичайно се разглеждат като части (по-рядко като синоними) от физикогеографска страна, обособили се под въздействието на нови тектонски движения, морски трансгресии и регресии, континентални заледявания и други азонални фактори. Например северозападната област на Източноевропейската равнина, характеризираща се с влиянието на последното континентално заледяване (свежи ледникови форми на релефа, моренни и езерно-ледникови наслаги, обилие от езера), мек и влажен климат и др. В планинските райони ФГО съответстват на големи оротектонски подразделения. ФГО могат да се отнасят към различни физикогеографски зони и физикогеографски подзони. Части от ФГО, разположени в една природна зона, могат да се разглеждат и като физикогеографски провинции. Примери за ФГО в България са Дунавската равнина, Старопланинската област, Горнотракийската низина и Рило-Родопският масив.

## Вижте още
- Физикогеографско райониране
- Физикогеографски пояси
- Физикогеографски зони
- Физикогеографски подзони
- Физикогеографски страни